# Flughafen Qeschm

i7
i11
i13
Der Flughafen Qeschm (persisch فرودگاه بين المللي قشم, englisch Qeshm International Airport, (IATA-Code: GSM, ICAO-Code: OIKQ)) ist der internationale Flughafen der iranischen Insel Qeschm. Er dient als Heimatflughafen der Qeshm Air.

## Fluggesellschaften und Ziele
Der Flughafen wird überwiegend von iranischen Fluggesellschaften wie Iran Air, Iran Aseman Airlines, Kish Air und Taban Air angeflogen. Des Weiteren werden sowohl nationale und internationale Ziele von Qeshm Air bedient.